# Джевиця (Лодзинське воєводство)
Джеви́ця (Джевіца, пол. Drzewica) — місто в центральній Польщі, на річці Джевичка.
Належить до Опочинського повіту Лодзького воєводства.

## Демографія
Демографічна структура станом на 31 березня 2011 року:
|          | Загалом | Допрацездатний вік | Працездатний вік | Постпрацездатний вік |
| -------- | ------- | ------------------ | ---------------- | -------------------- |
| Чоловіки | 1981    | 419                | 1385             | 177                  |
| Жінки    | 2043    | 378                | 1192             | 473                  |
| Разом    | 4024    | 797                | 2577             | 650                  |